# Royal Astronomical Society of Canada
Die Royal Astronomical Society of Canada (RASC; frz. La Société Royale D'astronomique du Canada, SRAC) ist eine 1890 gegründete, gemeinnützige Organisation von Astronomie-Interessierten in Kanada, die durch eine Royal Charter bestätigt sind. Das vorrangige Ziel der Organisation ist es, die führende astronomische Gesellschaft Kanadas zu sein und Allem und Jedem Astronomie näher zu bringen.
Zur Erfüllung dieses Zieles bringt die RASC rund 5000 Mitglieder aus Laien, Lehrkräften, und professionellen Mitarbeitern zusammen und bietet Services aus 29 lokalen Zentren an. RASC ist die mitgliederstärkste und am weitesten verbreitete Organisation mit Schwerpunkt Astronomie.

## Geschichte
Am 1. Dezember 1868 gründete eine Gruppe Interessierter in Toronto, Ontario, noch ohne formale Eintragungen den Toronto Astronomical Club (engl. Astronomischer Club Torontos). Es waren acht Männer der Mittelschicht, die sich aus unbekannten Gründen im Mechanic's Institute an der Ecke Adelaide St. und Church St. in Toronto trafen. Die Namen der Männer sind in einem Protokoll erfasst, in welchem sie auch ein erneutes Treffen für den Januar verabreden. Binnen fünf Monaten änderten sie den Namen ihrer Vereinigung in The Toronto Astronomical Society. Der Enthusiasmus der frühen Jahre verging schnell, aber die Aktivitäten wurden nie völlig eingestellt. 1884 wurde das Interesse mit einem neuen Namen, The Astronomical and Physical Society of Toronto (engl. Astronomische und Physikalische Gesellschaft Torontos) aufgefrischt und 1890 wurde der Verein offiziell im Vereinsregister von Ontario eingetragen. Daher gilt 1890 als das offizielle Gründungsdatum der RASC, obwohl sich die oben genannte Gruppe schon zweiundzwanzig Jahre zuvor gefunden hatte.
Der Verein fand weitere Anhänger und nahm bis 1900 Kontakt zu Nachbargemeinschaften auf. Am 3. März 1903 wurde die Gesellschaft zur Royal Astronomical Society of Canada umbenannt, nachdem König Eduard VII. die Royal Charter unterzeichnet hatte und damit das Führen des Attributs Royal (engl. königlich) gestattete. Zu diesem Zeitpunkt betrug die Anzahl der Mitglieder gerade einmal 120 Personen. 1968 wurde der Verein im nationalen Register Kanadas eingetragen.
1906 wurde in Ottawa in angenehmer Nähe zum damals neu errichteten Dominion Observatoriumein ein weiteres Zentrum eingerichtet. Seither hat sich die Gesellschaft über Kanada ausgebreitet und Zweigstellen in 27 weiteren Gemeinden gegründet. Mit Ausnahme von Prince Edward Island ist die RASC in allen Provinzen und Territorien Kanadas vertreten.

## Vision und Mission
Die Verbreitung astronomischen Wissens sowie das Wecken von Begeisterung für alle Teilbereiche und Aspekte der Astronomie gehört zu den Missionszielen der Gesellschaft. Die verfolgten Werte beschreibt die Gesellschaft in vier Punkten:
- Wissen und Erfahrungen teilen
- Zusammenarbeit und Kameradschaft
- Bereicherung der Gesellschaft durch Diversität
- Entdeckung mit Hilfe der wissenschaftlichen Methode

Aus der Vision und Mission leitet die Organisation ein Mandat ab:
- Interesse und Wissen um Astronomie und verwandte Themen zu stimulieren
- die Mittel, Dokumente und Instrumente zu erwerben, mit deren Hilfe Beobachtungen durchgeführt werden können
- Bücher und Zeitschriften zu veröffentlichen, die dem Fortschritt der Astronomie und der Gesellschaft dienen
- Entgegennahme von Zuwendungen, Spenden und Erbschaften mit der Gesellschaft als Begünstigtem
- Individuen und Organisationen der Astronomie mit Zuwendungen und tatkräftiger Hilfe zu unterstützen.

## Organisation
Das leitende Organ der Gesellschaft ist das Board. Boardmitglieder werden für drei Jahre von der Mitgliederversammlung gewählt. Aus ihren Reihen wählen die Boardmitglieder fünf „Offiziere“:
- Präsident
- erster Vizepräsident (leitet das Publications Committee und das Constitution Committee)
- zweiter Vizepräsident (leitet das Nominating Committee)
- National Secretary
- Treasurer (leitet das Finance Committee)

ca. 2000 hatte die RASC zwei hauptamtliche Beschäftigte, den Executive-Secretary und den Membership and Publications Coordinator. Mitglieder erhalten einmal jährlich das Observer's Handbook und zweimonatlich die Vereinszeitschrift, das Journal.

## Aktivitäten

### Archiv
Im Hauptquartier in Toronto unterhält die RASC ein ausführliches Archiv, dass auf Nachfrage interessierten Kreisen zugänglich gemacht wird. Die Sammlung umfasst seltene Bücher ab ca. 1700, sämtliche Veröffentlichungen der RASC selbst, eine Sammlung von Meteoriten sowie eine Sammlung von kanadischen Gegenständen mit Astronomie-Bezug, beispielsweise Münzen, Briefmarken sowie historischen, astronomischen Instrumenten.

### Umweltschutz
Die RASC engagiert sich seit 1991 im Kampf gegen Lichtverschmutzung. Ein eigens dafür gegründetes Komitee, das Light Pollution Abatement Committee organisiert die Aktivitäten. Im Ergebnis schützt Kanada ca. 0,6 % seines Staatsgebiets in Lichtschutzgebieten (siehe Liste der Dark Sky Preserves in Kanada).

## Veröffentlichungen
Die RASC gibt verantwortlich mehrere Veröffentlichungen heraus, darunter das Observer's Handbook, das einmal jährlich im Herbst veröffentlicht wird und weltweit als Nachschlagewerk in Observatorien zu finden ist. Es informiert in Kürze über die astronomischen Besonderheiten des folgenden Jahres, hilft als Nachschlagewerk für wichtige astronomische Daten, Beobachtungstechniken, physikalische Konstanten und optische Eigenschaften von Teleskopen. Die beiden ersten Ausgaben wurden 1907 und 1908 veröffentlicht. In den beiden folgenden Jahren wurde die Information im Organ der Gesellschaft veröffentlicht. Dann wurde entschieden, den Observer wieder aufzulegen, so dass die dritte Auflage des Werks 1911 herausgegeben wurde. 2017 erfolgte die Veröffentlichung der 110ten Ausgabe des Werks. Ebenfalls 2017 wurde zum ersten Male in Zusammenarbeit mit der Astronomical League eine US-amerikanische Version aufgelegt.
Erste Veröffentlichungen eines Vereinsorgans wurden schon ab 1890 getätigt. Das Journal of the Royal Astronomical Society of Canada (ISSN 0035-872X) wird seit 1907 ununterbrochen herausgegeben und erscheint zweimonatlich mit Artikeln zu kanadischen Astronomen, Aktivitäten der RASC und ihrer Zentren sowie peer-reviewten Forschungsberichten. Zusätzlich wurde ab 1970 der National Newsletter herausgegeben. Handelte es sich anfangs noch um eine vierseitige Beilage zum Journal, entwickelte sich der Newsletter mit der Zeit zu einem eigenständigen Magazin. 1990 wurde die Veröffentlichung eingestellt und 1991 durch das Bulletin ersetzt. Das Bulletin wurde für fast sechs Jahre veröffentlicht, bis es schließlich 1996 mit dem Journal verschmolzen wurde, als dieses einen Face-Lift erhielt.
Der Observer's Calendar veröffentlicht Fotos von astronomischen Amateuren. Jede Aufnahme wird für Laien verständlich beschrieben und mit den relevanten Daten veröffentlicht.

### Bücher
- R. Peter Broughton (1994) Looking Up - A History of the Royal Astronomical Society of Canada